# Duck Dowell
Robert Loren Dowell, detto Duck (Gilman City, 14 agosto 1912 – Yucca Valley, 27 novembre 2003), è stato un cestista e allenatore di pallacanestro statunitense, professionista nella NBL.

## Carriera
Giocò per una stagione nella NBL, disputando 14 partite con 3,5 punti di media.